# Sycophila meridionalis
Sycophila meridionalis (лат.) — вид наездников рода Sycophila из семейства Eurytomidae (Chalcidoidea). Встречается в южной Африке (ЮАР). Видовое название meridionalis относится к типовому местонахождению, расположенному в южной части Африки.

## Описание
Мелкие наездники, длина 3,08—4,00 мм. Тело в основном желтовато-коричневое. Тело самки без отчётливой тёмной полосы дорсально, иногда с небольшим тёмно-коричневым пятном дорсально. Членики жгутика усика отчётливо длинные, примерно в 1,5 раза длиннее ширины. Проподеум со срединным килем. Тергит Gt4 такой же длины, как Gt3, тергит Gt5 такой же длины, как Gt4 дорсально. Петиоль длиннее широкого дорсально, вентральный поперечный киль между петиолем и St1 отсутствует.